# Sandwich BLT
Pour les articles homonymes, voir BLT et Bizarre Love Triangle.

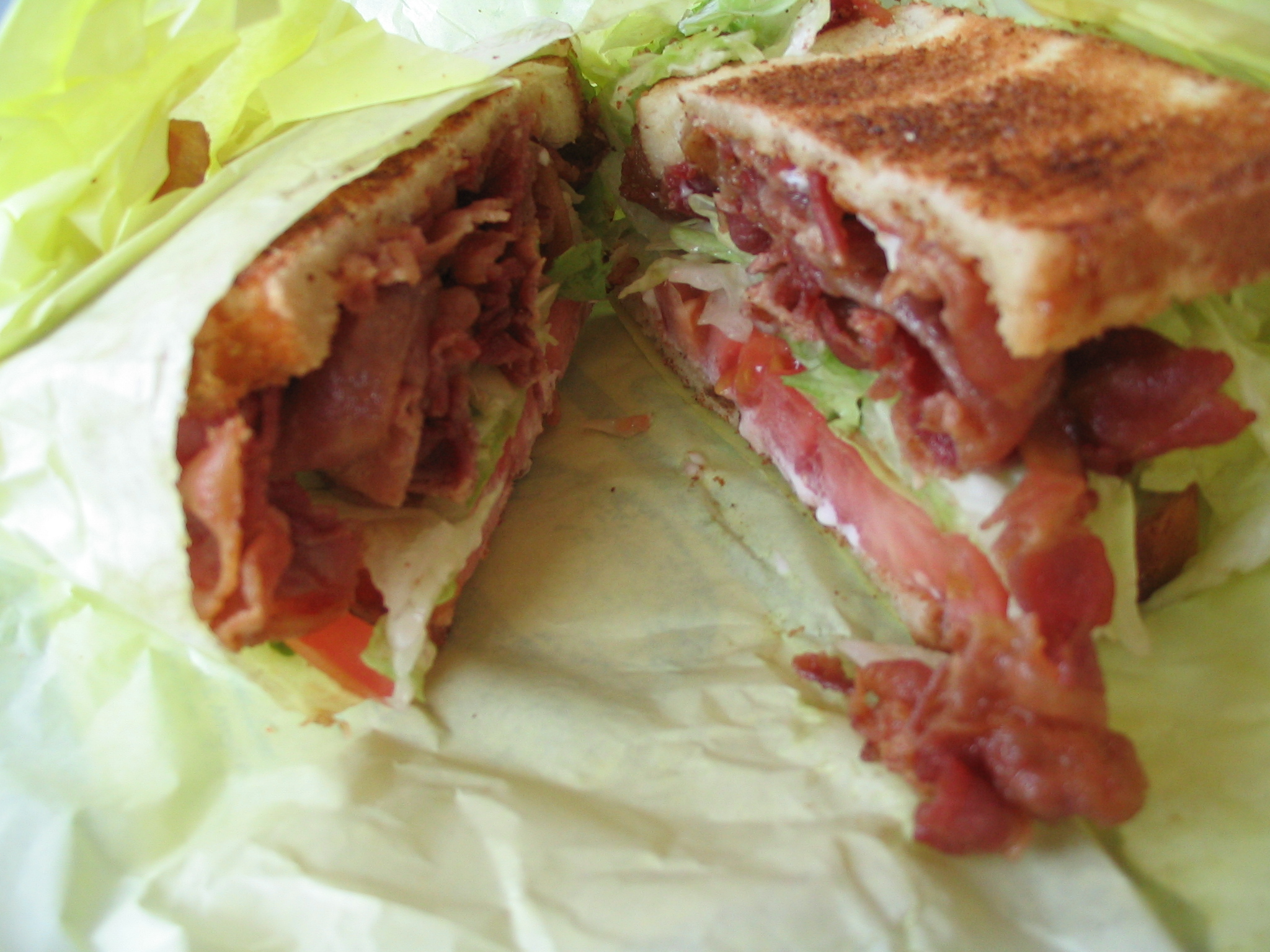
Sandwich BLT.

Le sandwich BLT est un type de sandwich très populaire aux États-Unis. Il est composé traditionnellement de tranches de lard fumé, de feuilles de laitue (généralement iceberg ou romaine), et de tranches de tomate, d'où le nom BLT pour Bacon, Lettuce (laitue), Tomato (tomate).
Le tout est intercalé entre deux tranches de pain, qui peuvent être grillées et assaisonnés de mayonnaise.

## Histoire
Le sandwich BLT dériverait des tea sandwiches de la fin de l'époque victorienne. Entre 1900 et 1980, les livres de recettes donnaient aussi le fromage comme ingrédient.
Le sandwich BLT se répandit après la Seconde Guerre mondiale, lorsque l'expansion rapide des supermarchés rendit les ingrédients facilement accessibles à longueur d'année.
Les initiales, signifiant Bacon, Lettuce, Tomato, apparurent vraisemblablement dans le secteur des restaurants comme désignation abrégée de ce sandwich[réf. souhaitée].